# Juno First

Captura de pantalla.

Juno First (ジュノファースト?) es un videojuego de tipo Matamarcianos desarrollado por Konami y lanzado en 1983, originalmente como arcade. Gottlieb lanzó su propia versión para arcade en Estados Unidos bajo licencia de Konami.
- Datos: Q2753199
- Multimedia: Juno First / Q2753199